# Mike Moroski
Michael Henry Moroski (Bakersfield, 4 settembre 1957) è un ex giocatore di football americano statunitense che giocava nel ruolo di quarterback nella National Football League (NFL). Al college giocò a football alla Università della California, Davis.

## Carriera professionistica
Moroski fu scelto nel corso del sesto giro (154º assoluto) del Draft NFL 1979 dagli Atlanta Falcons. Con essi rimase fino al 1984, anno in cui passò un massimo in carriera di 1.200 yard, dopo di che passò agli Houston Oilers per una stagione. L'ultima annata della carriera la disputò nel 1986 con i San Francisco 49ers.

## Statistiche
| Yard passate      | 2.864 |
| Touchdown         | 8     |
| Intercetti subiti | 18    |
| Passer rating     | 66,0  |